# Bill Andriette
Bill Andriette, född 1965 är en amerikansk journalist, aktivist för homosexuella, och pedofilaktivist Han är talesperson för North American Man/Boy Love Association (NAMBLA).

## Utvalda texter
- ”Are You a Child Pornographer?”. Playboy Magazine (September):  ss. 56. 6 mars 1991.
- Bronski, Michael, red (1996). ”Dumped Down and Played Out”. Taking Liberties: Gay Men's Essays on Politics, Culture, and Sex. Masquerade Books. ISBN 978-1563334566
- ”The Guide Interviews Camille Paglia”. The Guide (Fidelity Publishing) (January). 6 mars 1999. http://archive.guidemag.com/magcontent/invokemagcontent.cfm?ID=E6B2CF78-031D-11D4-AD990050DA7E046B.
- ”Sex & Empire”. The Guide (Fidelity Publishing) (March). 6 mars 2002. http://archive.guidemag.com/magcontent/invokemagcontent.cfm?ID=DBB62BB1-DB81-440F-9C99833183A9C551.
- ”Pictures at an Execution”. The Guide (Fidelity Publishing) (October). 6 mars 2005. http://archive.guidemag.com/content/index.cfm?ID=250.
- ”Tipping Point for Gay Sex?”. The Guide (Fidelity Publishing) (December). 6 mars 2007. http://archive.guidemag.com/magcontent/invokemagcontent.cfm?ID=DBB62BB1-DB81-440F-9C99833183A9C551.